# Episodi di Bugs - Le spie senza volto (terza stagione)
La terza stagione della serie televisiva Bugs - Le spie senza volto è stata trasmessa in anteprima nel Regno Unito dalla BBC One tra il 19 luglio 1997 e il 27 settembre 1997.
| nº | Titolo originale   | Titolo italiano | Prima TV UK       | Prima TV Italia |
| -- | ------------------ | --------------- | ----------------- | --------------- |
| 1  | Blaze of Glory     |                 | 19 luglio 1997    |                 |
| 2  | The Revenge Effect |                 | 26 luglio 1997    |                 |
| 3  | The Price of Peace |                 | 2 agosto 1997     |                 |
| 4  | Hollow Man         |                 | 9 agosto 1997     |                 |
| 5  | Nuclear Family     |                 | 16 agosto 1997    |                 |
| 6  | Fugitive           |                 | 23 agosto 1997    |                 |
| 7  | Happy Ever After?  |                 | 30 agosto 1997    |                 |
| 8  | Buried Treasure    |                 | 13 settembre 1997 |                 |
| 9  | Identity Crisis    |                 | 20 settembre 1997 |                 |
| 10 | Renegades          |                 | 27 settembre 1997 |                 |